# 寅次郎的故事37 幸福的青鸟
《寅次郎的故事37 幸福的青鸟》（日语：男はつらいよ 幸福の青い鳥）是一部1986年上映的日本喜剧电影，亦是《寅次郎的故事系列》的第三十七部剧场版作品。由山田洋次导演，渥美清、倍赏千惠子、前田吟、下条正巳、三崎千惠子及志穗美悦子等等主演。于1986年12月20日上映。

## 剧情简介
寅次郎听信了算卦人的指点，去九州碰运气。昔日矿山兴旺时热闹的剧院，现在门可罗雀，一片荒凉。他去寻找刚刚故去的剧团团长中村的家，遇上了他的女儿美保。美保认出来人是与父亲一起喝酒的寅次郎，当晚，寅次郎在她工作的小店留宿。 
寅次郎离开小镇，信马由缰，四处游荡，直到回到阔别已久的家。在这期间，家里接到几次美保的电话，她离开家来找寅次郎，而寅次郎人在旅途，无助之中得到了画广告谋生的小伙子的帮助，带生病的美保回他的住处休养。在寅次郎家人的介绍下，美保到上海轩食店帮工，送外卖，因为她漂亮而勤快，吸引了许多客人光顾小店，生意红火起来。原先因为父亲去世孤苦伶仃无人照顾的她，在寅次郎家里重新找到了家的温暖，也找到了爱的归宿。

## 主要演员
- 车寅次郎：渥美清
- 诹访樱：倍赏千惠子
- 岛崎美保：志穗美悦子
- 仓田健吾：長渕刚
- 诹访满男：吉冈秀隆
- 车龙造（外甥）：下条正巳
- 车つね（姑妈）：三崎千惠子
- 诹访博：前田吟
- 桂梅太郎（社长）：太宰久雄
- 源公：佐藤蛾次郎
- 御前样：笠智众
- 上海轩的店主：樱井千里
- ポンシュウ：关敬六
- 车掌：尾形一成
- 婚姻顾问近藤：笹野高史
- 明美：美保纯
- 看板屋金森：じん弘
- キューシュー：不破万作
- 剧场的男人：须磨启
- 温泉场的姑娘：有森也实

### 英文
- Galbraith IV, Stuart. . DVD Talk. 2007-02-16  [2015-09-15]. （原始内容存档于2015-09-06） （英语）.
- . The Hollywood Reporter. 1987-05-13, 297 (1987年5月): 3, 9.
- . 英国电影协会.   [2015-09-15]. （原始内容存档于2012-10-17） （英语）.
- . Complete Index to World Film.   [2015-09-15]. （原始内容存档于2016-07-05） （英语）.
- 互联网电影数据库（IMDb）上《Otoko wa tsurai yo: Shiawase no aoi tori (1986)》的资料（英文）
- . 太平洋星条旗报. 1987-01-11.

### 德文
- . www.molodezhnaja.ch.   [2015-09-15]. （原始内容存档于2016-03-03） （德语）.

### 日文
- . www.allcinema.net.   [2015-09-15]. （原始内容存档于2015-04-23） （日语）.
- . 日本电影院数据库（日本文化厅）.   [2015-09-15]. （原始内容存档于2012-03-11） （日语）. 外部链接存在于|publisher= (帮助)
- . 日本电影数据库.   [2015-09-15]. （原始内容存档于2016-03-03） （日语）.
- . 电影旬报.   [2015-09-15]. （原始内容存档于2012-03-24） （日语）.

### 中文
- . 豆瓣电影.   [2015-09-15]. （原始内容存档于2016-03-07）.